# 진주 은렬사 강민첨 초상
진주 은열사 강민첨 초상(晋州 殷烈祠 姜民瞻 肖像)은 경상남도 진주시 국립진주박물관에 있는 초상화이다. 
2007년 3월 15일 경상남도의 유형문화재 제453호 진주 은렬사 강민첨 영정으로 지정되었다가, 2018년 12월 20일 현재의 명칭으로 변경되었다.

## 개요
은렬공 강민첨(?-1021)은 고려시대의 명장으로 목종 때 문과에 급제한 후 현종3년(1012)에는 안찰사로 동여진을 격퇴, 1018년애는 거란이 10만대군으로 쳐들어오자 강감찬 장군의 부장으로 출전 대패시켰다. 그 공으로 지중추사병부상서(知中樞事兵部尙書)까지 올랐던 인물이다.
단령에 홀을 쥐고 있는 고려시대 백관의 공복차림의 진주 은렬사 소장 강민첨 영정은 보물 제588호 은열공 영정과 매우 유사하며 표현기법이 우수한 수작에 속한 작품이다.

## 같이 보기
- 강민첨 초상 - 보물 제588호

## 참고 자료
- 진주 은열사 강민첨 초상 - 국가유산청 국가유산포털